# Marie-Christine Virebayre
Marie-Christine Virebayre, née le 6 décembre 1971, est une joueuse de pétanque française. 

## Biographie
Elle est droitière et se positionne en tireuse.

## Clubs
- ? - ? : Castelnau Pétanque (Hérault)
- ? - ? : Pétanque Saint-Martin Montpellier (Hérault)
- ? - ? : La Boule Grand'Mottoise La Grande Motte (Hérault)
- ? - 2003 : Team Nicollin Montpellier (Hérault)
- 2004 : JC Cournon d'Auvergne (Puy-de-Dôme)
- 2005 - 2007 : Élite Club Pétanque d'Ambert (Puy-de-Dôme)
- 2008 - 2014 : JC Cournon d'Auvergne (Puy-de-Dôme)
- 2015 - en cours : Palavas Pétanque (Hérault)

## Palmarès[1],[2]

### Séniors

#### Championnats du Monde
Championne du Monde
- Triplette 1992 (avec Ranya Kouadri et Aline Dole) :  Équipe de France

Finaliste
- Triplette 2009 (avec Anna Maillard, Audrey Bandiera et Angélique Colombet) :  Équipe de France
- Triplette 2013 (avec Ludivine d'Isidoro, Anna Maillard et Angélique Colombet) :  Équipe de France 2

Troisième
- Triplette 2006 (avec Ranya Kouadri, Florence Schopp et Angélique Colombet) :  Équipe de France
- Triplette 2008 (avec Ranya Kouadri, Florence Schopp et Angélique Colombet) :  Équipe de France
- Triplette 2011 (avec Ludivine d'Isidoro, Anna Maillard et Angélique Colombet) :  Équipe de France

#### Jeux mondiaux
Vainqueur
- Doublette 2013 (avec Ludivine d'Isidoro) :  Équipe de France

#### Coupe des Confédérations
Vainqueur
- Triplette 2010 (avec Anna Maillard, Angélique Colombet et Ludivine d'Isidoro) :  Équipe de France

Finaliste
- Triplette 2013 (avec Marie-Angèle Germain, Angélique Colombet et Ludivine d'Isidoro) :  Équipe de France

#### Championnats d'Europe
Championne d'Europe
- Triplette 2005 (avec Evelyne Lozano, Cynthia Quennehen et Angélique Colombet) :  Équipe de France
- Triplette 2010 (avec Anna Maillard, Ludivine d'Isidoro et Angélique Colombet) :  Équipe de France

#### Jeux méditerranéens
Vainqueur
- Triplette 2005 (avec Sophie Aillerie et Angélique Colombet) :  Équipe de France
- Doublette 2005 (avec Angélique Colombet) :  Équipe de France

#### Coupe d'Europe des Clubs
Vainqueur
- 2001 (avec Jean-Marc Foyot, Joseph Farré, Michel Schatz, Roger Marigot, David Maraval, Yazid Triaki et Patricia Foyot (coach)) : Team Nicollin Montpellier
- 2002 (avec Jean-Marc Foyot, Joseph Farré, Michel Schatz, Roger Marigot, David Maraval, Yazid Triaki et Patricia Foyot (coach)) : Team Nicollin Montpellier
- 2003 (avec Jean-Marc Foyot, Joseph Farré, Michel Schatz, Roger Marigot, David Maraval, Yazid Triaki et Patricia Foyot (coach)) : Team Nicollin Montpellier

#### Championnats de France
Championne de France
- Doublette 1994 (avec Marie-Claude Marchand) : Pétanque Saint-Martin
- Triplette 2004 (avec Florence Schopp et Angélique Colombet) : JC Cournon d'Auvergne
- Triplette 2007 (avec Florence Schopp et Angélique Colombet) : Élite Club Pétanque d''Ambert
- Triplette 2008 (avec Florence Schopp et Angélique Colombet) : JC Cournon d'Auvergne
- Doublette 2009 (avec Ludivine d'Isidoro) : JC Cournon d'Auvergne
- Doublette 2010 (avec Ludivine d'Isidoro) : JC Cournon d'Auvergne
- Doublette 2011 (avec Ludivine d'Isidoro) : JC Cournon d'Auvergne

Finaliste
- Doublette 2001 (avec Martine Sarda) : Team Nicollin Montpellier
- Doublette 2004 (avec Sylviane Ramos) : JC Cournon d'Auvergne
- Doublette mixte 2007 (avec Alain Charlet) : Élite Club Pétanque d''Ambert
- Doublette 2008 (avec Ludivine d'Isidoro) : JC Cournon d'Auvergne
- Triplette 2012 (avec Angélique Colombet et Florence Schopp) : JC Cournon d'Auvergne

#### Championnat de France de France des clubs
Championne de France féminins
- 2017 (avec Magali Camboulas, Anaïs Lapoutge, Christine Lardat et Karine Toussaint) : Palavas Pétanque

#### Coupe de France des clubs
Vainqueur
- 2001 (avec Jean-Marc Foyot, Joseph Farré, Michel Schatz, Roger Marigot, David Maraval, Yazid Triaki et Patricia Foyot (coach)) : Team Nicollin Montpellier

#### Millau

##### Mondial de Millau (1993-2002)
Finaliste
- Tête à Tête 2001

##### Mondial à pétanque de Millau (2003-2015)
Vainqueur
- Tête à Tête 2003
- Triplette 2005 (avec Florence Schopp et Angélique Colombet)
- Triplette 2006 (avec Ranya Kouadri et Angélique Colombet)
- Doublette 2007 (avec Sophie Aillerie)
- Triplette 2008 (avec Florence Schopp et Angélique Colombet)
- Triplette 2009 (avec Florence Schopp et Angélique Colombet)
- Doublette 2010 (avec Ludivine d'Isidoro)
- Triplette 2011 (avec Ludivine d'Isidoro et Angélique Colombet)
- Triplette 2013 (avec Ludivine d'Isidoro et Angélique Colombet)
- Doublette 2013 (avec Ludivine d'Isidoro)

Finaliste
- Doublette 2005 (avec Sophie Aillerie)
- Doublette 2006 (avec Sophie Aillerie)

##### Festival International de Pétanque de Millau (2016-)
Vainqueur
- Triplette 2017 (avec Magali Camboulas et Karine Toussaint)

#### EuroPétanque de Nice
Vainqueur
- Triplette 2004 (avec Fabienne Berdoyes et Carole Grémy)
- Triplette 2012 (avec Angélique Colombet et Ludivine d'Isidoro)
- Triplette 2014 (avec Angélique Colombet et Ludivine d'Isidoro)
- Triplette 2018 (avec Audrey Bandiera et Anaïs Lapoutge)